# Dossãos
Dossãos is een plaats (freguesia) in de Portugese gemeente Vila Verde en telt 511 inwoners (2001).